# Pseudothecadinium
Pseudothecadinium is een geslacht in de taxonomische indeling van de Myzozoa, een stam van microscopische parasitaire dieren. Pseudothecadinium werd in 2006 ontdekt door Hoppenrath & Selina.